# Perfido inganno
Perfido inganno (Born to Kill) è un film noir in bianco e nero, girato negli Stati Uniti nel 1947 e diretto da Robert Wise.

## Trama
La protagonista Helen Brent, che ha appena divorziato a Reno (Nevada), la stessa notte scopre che una sua vicina ed un amico sono stati uccisi nella loro casa. L'assassino è un amico della vicina, Sam Wild, un uomo affetto da una insana gelosia. Helen scopre i cadaveri ma non chiama la polizia, anzi abbandona la città cercando di non essere coinvolta nella vicenda.
La donna incontra l'assassino sul treno e rimane subito attratta dalla sua profonda sicurezza e brutalità, tuttavia Helen sposerà un ricco pretendente, mentre Sam attirerà l'attenzione della cugina di Helen, che convincerà a sposare attratto dalla ricchezza di lei. Il matrimonio dei due non impedirà loro di dare vita ad una losca relazione.
Nel frattempo a Reno, il proprietario della casa dove abitava Helen, ha assoldato un investigatore privato per scoprire il responsabile dell'omicidio della sua vicina. Il detective segue le tracce di un amico di Sam, Marty, fino a San Francisco e una volta scoperta la verità inizia a ricattare Helen. Presto a causa di questi ricatti il marito di Helen scoprirà la verità e l'abbandonerà, lasciando Sam ed Helen in un ultimo confronto-scontro.

## Produzione
La pellicola è il primo film noir diretto da Robert Wise che in seguito girerà altre pellicole dello stesso genere, come Stasera ho vinto anch'io o La città prigioniera.
Il titolo originale del film era Deadlier than the Male ("Più mortale del maschio" lo stesso titolo del romanzo pulp di James Gunn a cui si ispirava il soggetto), e il regista Wise entrò in conflitto con la RKO per aver cambiato il nome della pellicola.

## Distribuzione
Una prima versione venne distribuita da A & R Productions, edita in DVD.